# 메앤키엘리
메앤키엘리(meänkieli, 의역: 우리들의 말)는 스웨덴 최북단 토르네 강 계곡 주변에서 사용되는 핀란드어의 방언이다. 크게 메앤키엘리는 크게 핀란드어의 페래포욜라 방언의 두 하위 방언 토르니오와 얠리바라 방언으로 이루어져 있다. 정치적 및 역사적 이유로 스웨덴의 소수 언어로 지정되었다. 스웨덴의 공식 명칭은 메앤키엘리(meänkieli)이며, 자주 사용되는 이름 중에는 tornedalsfinska(토르네 강의 핀란드어)가 있다. 언어학적으로는 핀란드어의 토르네 계곡 방언과 옐리바레 방언으로 분류되며, 이는 더 큰 페래포욜라 방언의 일부이다.
핀란드에서 사용되는 핀란드어가 19세기와 20세기에 받은 영향을 받지 않았다. 지리적인 이유로 스웨덴어에서 빌려온 단어가 많으나, 다른 핀란드어 방언과 비교했을 때 높은 편은 아니다. 핀란드 내부의 핀란드어에 있는 격 중 일부가 없다. 핀란드에서는 북부 핀란드 방언으로 취급하며, 옐리바레 지역의 메앤키엘리 방언 중에는 표준 핀란드어와 더 차이나는 것도 있다.

## 역사
1809년 이전에는 핀란드가 스웨덴 영토였다. 현재의 메앤키엘리 사용 지역은 스웨덴 내의 핀란드어 사용 지역이었고, 핀란드와 언어 동조대를 이루었다. 이후 러시아와의 전쟁으로 토르네 계곡을 따라 국경선이 설정되었고, 이 지역의 언어는 표준 핀란드어와는 다르게 발전하였다. 1880년대 스웨덴에서는 모든 시민이 스웨덴어를 사용해야 한다고 결정하였고, 그 이유 중 하나는 국경 지역의 주민이 스웨덴어를 하지 못하는 경우 인접 국가에 더 동화됨을 우려한 군사적인 이유이다. 또 다른 이유는 핀란드인이 다른 민족으로 취급되지 않았기 때문이다. 핀란드인과 사미 족이 스칸디나비아보다 러시아에 더 가까워짐을 우려해서였다. 이 지역의 학교에서는 스웨덴어로만 교육이 진행되었고, 학교에서 지역 언어를 사용하는 경우 체벌이 가해졌다. 자연스럽게 언어의 사용 영역이 축소되었다.
이후 새로운 개념을 설명하는 데 스웨덴어 단어가 유입되었다. 메앤키엘리는 오래된 북부 핀란드어 방언과 스웨덴어 차용어를 합친 것으로 볼 수 있다. 메앤키엘리를 모국어로 사용하는 화자는 메앤키엘리가 핀란드어의 방언임을 알고 있지만, 현재는 핀란드어의 방언보다는 하나의 독립된 언어로 취급한다. 메앤키엘리 모어 화자는 스웨덴에 의해서 표준화된 핀란드어를 배울 수 없었으며, 이 때문에 언어는 주로 구절로 전해졌다.

### 현재
2000년 4월 1일 스웨덴의 소수 언어 중 하나로 지정되었다. 스웨덴의 옐리바레, 하파란다, 키루나, 파얄라, 외베르토르네오 지자체에서 공식 언어로 지정되었다. 현재 메앤키엘리만 구사할 수 있는 화자는 거의 없기 때문에 사용 인구 수는 집계마다 다르다. 약 3만에서 7만명 정도로 추산하고 있으며 노르보텐주에 대부분이 거주하고 있다. 스웨덴 북쪽에서는 메앤키엘리를 알아듣는 사람이 많은 편이나, 주 사용 언어가 메앤키엘리인 사람은 더 적다. 미앤키엘리 모어 화자는 대개 토르네 계곡에 산다고 취급받으나, 노르보텐 주의 핀란드어 사용 지역은 토르니오 주변 보다 더 넓으며, 마을과 장소의 이름으로 미루어 봤을 때 서쪽으로는 옐리바레까지 뻗어 있다.
오늘날 메앤키엘리 사용 인구는 점점 줄어들고 있다. 스톡홀름 대학교, 룰레오 공과 대학교, 우메오 대학교에서 강좌가 개설되어 있다. 벵트 포야넨(Bengt Pohjanen)은 토르네 계곡에 사는 3개국어 가능 작가이며, 1985년에 첫 메앤키엘리 소설을 썼다. 1980년대 이후 메앤키엘리 모어 화자는 부끄러워할 것이 아닌 자신의 정체성으로 받아들이기 시작하였다. 비록 모국어 사용 인구는 줄고 있지만 출판물은 점점 많아지고 있다.

## 논쟁
메앤키엘리 교육의 쟁점 중 하나는 표준 핀란드어를 배웠을 때의 미래 가능성이 더 크고, 핀란드와 스웨덴의 중간 지역에 사는 사람으로 두 나라 사이의 관계를 개선시킬 수 있다는 것이다. 정치적 및 법적 지원은 노르웨이, 핀란드, 네덜란드의 소수 언어 지원보다 더 약하다는 것이 드러났다.
스웨덴의 내각에서는 유럽 연합에서 이민자와 토착 소수 민족의 구분을 하지 못함을 비판하며, 스웨덴의 경우에는 차이가 크다. 1940년대부터 1970년대까지 스웨덴에는 핀란드계 이민자가 많이 정착하였다. 토르니오 계곡에 사는 사람들은 자신들의 핀란드어가 표준 핀란드어가 아님을 잘 알고 있었고, 실제 핀란드에서 온 사람들에게 효모(스웨덴어: jäst, 핀란드어: hhiivat, 메앤키엘리: jästi) 등의 핀란드어 단어를 모름을 숨기려고 하였다. 1995년 이민자가 사용하는 표준 핀란드어와 북부 지역의 소수 민족이 사용하는 메앤키엘리의 차이점을 강조하면서 문제가 해결되었다.

## 표준 핀란드어와의 비교
| 메앤키엘리                                  |  | 핀란드어                                       |
| ------------------------------------------- |  | ---------------------------------------------- |
| Ruotti oon demokratia. Sana demokratia      |  | Ruotsi on demokratia. Sana demokratia          |
| tarkottaa kansanvaltaa. Se merkittee        |  | tarkoittaa kansanvaltaa. Se merkitsee,         |
| ette ihmiset Ruottissa saavat olla matkassa |  | että ihmiset Ruotsissa saavat olla mukana      |
| päättämässä miten Ruottia pittää johtaa.    |  | päättämässä, miten Ruotsia pitää johtaa.       |
| Meän perustuslaissa sanothaan ette kaikki   |  | Meidän perustuslaissamme sanotaan, että kaikki |
| valta Ruottissa lähtee ihmisistä ja ette    |  | valta Ruotsissa lähtee ihmisistä, ja että      |
| valtiopäivät oon kansan tärkein eustaja.    |  | valtiopäivät on kansan tärkein edustaja.       |
| Joka neljäs vuosi kansa valittee kukka      |  | Joka neljäs vuosi kansa valitsee, ketkä        |
| heitä eustavat valtiopäivilä, maakäräjillä  |  | heitä edustavat valtiopäivillä, maakäräjillä   |
| ja kunnissa.                                |  | ja kunnissa.                                   |

한국어 번역
스웨덴은 민주주의 국가이다. 민주주의는 사람들의 힘을 뜻한다. 스웨덴의 사람들이 스웨덴의 운영에 참여할 수 있음을 뜻한다. 우리 헌법에는 스웨덴의 권력은 사람들에게서 나오며, 스웨덴 의회는 국민의 힘을 모으는 곳이라고 되어 있다. 4년마다 사람들은 스웨덴 의회에 보낼 주 및 지자체 대표를 선거한다.

## 같이 보기
- 핀란드계 스웨덴인
- 크벤어